# 3-碘丙腈
3-碘丙腈是一种有机化合物，化学式为ICH2CH2CN。它可由3-氯丙腈和碘化钠在丙酮中反应制得。

## 反应
3-碘丙腈在氰化亚铜、锌存在下和和苯乙酰氯反应，可以得到γ-氧代苯戊腈。